# العلاقات اللبنانية الألمانية
العلاقات اللبنانية الألمانية هو مصطلح يُشير إلى العلاقات السياسية وتوابعها بين كلّ من الجمهورية اللبنانية وجمهورية ألمانيا الاتحادية. بدأت العلاقة بين الجمهورييتين في عام 1940 م؛ وذلك خلال عهد ما عُرف باسم لبنان الكبير. وقد بدأت العلاقات الدبلوماسية الفعلية وتبادل السفراء بين الدولتين عام 1953 م؛ حيث عينت ألمانيا الاتحادية أو مبعوث لها إلى لبنان، وقد تبع ذلك في عام بعد عامين؛ أي عام 1955 م تعيين ألمانيا أول سفير لها في لبنان. هذا ويبلغ عدد الاتفاقيات الموقعة بين لبنان وألمانية 13 اتفاقية اولها في العام 1951 م.

## سياسيا
قبل زيارة الرئيس الألماني فرانك-فالتر شتاينماير، والتي تُعد أول زيارة للبنان منذ 120 سنة؛ حيث زار الإمبراطور الألماني فيلهلم الثاني جبل لبنان عام 1898 م. بحسب مراقبين فإن ألمانيا تدعم لبنان في استقلاله، كذلك تدعم ألمانيا المحكمة الدولية الخاصة بلبنان والتي شُكلت بخصوص اغتيال رئيس الوزراء اللبناني رفيق الحريري. ويُعد موقف ألمانيا من مزارع شبعا أنها لبنانية ولكن تنفيذ القرار واسترجاعها مرتبط بتنفيذ القرار 242 المتعلق بانسحاب الكيان الإسرائيلي من البلاد العربية المحتلة عام 1967 م.

## اقتصاديا
تُعد لبنان سوقا تجارية رائجة للمنتجات الألمانية، وعلى النقيض من ذلك؛ فإن الصادرات اللبنانية منخفضة جدا إلى ألمانيا. وتعد ألمانيا من أكبر الشركاء الاقتصاديين في لبنان إذ تحتل المرتبة الخامسة في ذلك. وقد ساهمت عدد من الشركات الألمانية في جهود إعادة الإعمار بعد حرب عام 2006 م. كما أن هنالك اتفاقيات فيما يخص تشجيع الاستثمار والتبادل التجاري بين البلدين.

## الهجرة
الجالية اللبنانية في ألمانية يبلغ تعدادها حوالي 120 ألف نسمة، كذلك يبلغ عدد الفلسطينيين الحاملين للأوراق اللبنانية هُنال حوالي 30 ألف نسمة، وبذلك تُعد الجالية اللبنانية في لبنان من أكبر الجاليات القادمة من الوطن العربي.